# Детерміновані системи
Детерміно́вані систе́ми — системи, процеси в яких взаємозв'язані так, що можна відстежити ланцюг причин і наслідків. Детермінізм тісно зв'язаний із ступенем організації системи.
До детермінованих систем відносяться, наприклад, системи автоматичного керування, що складаються з елементів, у яких кожному значенню вхідних дій відповідають цілком певні значення вихідних змінних, швидкості і прискорення їх зміни. Такі елементи описуються в статичному режимі — алгеброю, а в динамічних режимах — диференціальними або інтегральними рівняннями. Протилежними відносно детерміновані системи є стохастичні (ймовірнісні) системи, в яких немає певного співвідношення між входами і виходами, а можна встановити тільки деякі співвідношення ймовірності між ними. Багато «складних систем», що складаються з великого числа детермінованих підсистем з випадковими зв'язками між ними, повинні бути віднесено до класу індетермінованих.
Детерміновано хаотична система (англ. deterministic chaotic system) — у кінетиці коливальних процесів — система, яка має властивість втрачати інформацію про початкові умови.
Простою детермінованою системою є система з невисокого числа елементів, яка має невелику кількість внутрішніх зв’язків та характеризується визначеною динамічною поведінкою. Будь – який логістичний процес при умовах, що він відповідним чином визначений, може відноситься до систем цього класу до того часу, поки не почнеться реальний процес. Ця система стає імовірнісною, як тільки починається реальний процес. Рішення, які приймаються персоналом та конкретні умови можуть внести фактори, які не піддаються обліку, тому система стає імовірнісною.
До класу простих детермінованих систем можливо віднести систему розміщення складів на території підприємства, яка оцінюється виходячи з вимог забезпечення переміщення продукції по визначеним маршрутам. В результаті такої постановки задачі, мінімізуються відстані, які повинна проходити продукція в процесі збереження та доставки. Однак, якщо потрібно досліджувати реальні процеси, які протікають при переміщенні продукції, то система стає імовірнісною.

## Визначення
Поняття детермінованої системи можна охарактеризувати, якщо простір можливих станів {\displaystyle \Omega } системи допускає міру ймовірності {\displaystyle {\mbox{prob}}(\cdot )}. В цьому випадку, якщо розглядати безліч частин  {\displaystyle {\mathcal {P}}(\Omega )} всіх можливих станів з врахуванням часу t система може бути визначена як:
```
  

  

    

      

        

          
f

          

            
t

          

        

        
:

        

          

            
P

          

        

        
(

        
Ω

        
)

        
→

        

          

            
P

          

        

        
(

        
Ω

        
)

      

    

    
{\displaystyle f_{t}:{\mathcal {P}}(\Omega )\to {\mathcal {P}}(\Omega )}

  

```

Тобто, якщо система знаходиться в одному з станів підмножини  {\displaystyle S_{0}\subset \Omega }, при розробці система буде знаходитись в одному з станів множини {\displaystyle f_{t}(S_{0})\subset \Omega }.

Система детермінована, якщо:
```
  

  

    

      

        
∀

        
x

        
∈

        
Ω

        
:

        
∀

        
A

        
⊂

        
Ω

        
:

        
(

        
x

        
∈

        
A

        
)

        
⇔

        
∃

        
!

        
z

        
∈

        
Ω

        
:

        

          

            
prob

          

        

        
(

        

          
f

          

            
t

          

        

        
(

        
A

        
)

        
=

        
{

        
z

        
}

        
)

        
=

        
1

      

    

    
{\displaystyle \forall x\in \Omega :\forall A\subset \Omega :(x\in A)\Leftrightarrow \exists !z\in \Omega :{\mbox{prob}}(f_{t}(A)=\{z\})=1}

  

```

## В фізиці
Фізичні закони, які описуються диференційними рівняннями, являють собою детерміновані системи, навіть якщо стан системи в певний момент часу може бути складно описаний.
У квантовій механіці сукупність станів може бути побудована з співвідношення еквівалентності {\displaystyle {\mathcal {R}}} визначена в гільбертовому просторі {\displaystyle {\mathcal {H}}_{sys}} використовується для опису системи:
```
  

  

    

      

        
Ω

        
:=

        

          

            

              
H

            

          

          

            
s

            
y

            
s

          

        

        

          
/

        

        

          

            
R

          

        

        
,

        

        
x

        

          

            
R

          

        

        
y

        
⇔

        
x

        
=

        
λ

        
y

        
,

        
 

        
λ

        
∈

        

          
C

        

      

    

    
{\displaystyle \Omega :={\mathcal {H}}_{sys}/{\mathcal {R}},\qquad x{\mathcal {R}}y\Leftrightarrow x=\lambda y,\ \lambda \in \mathbb {C} }

  

```

У відповідності з постулатом V квантової механіки , коли система розвивається, не порушуючись, стан детерміністично розвивається відповідно до рівняння Шредінгера:
```
  

  

    

      

        
i

        
ℏ

        

          

            
∂

            

              
∂

              
t

            

          

        

        

          
|

        

        
ψ

        
(

        
t

        
)

        
⟩

        
=

        

          

            
H

          

        

        

          
|

        

        
ψ

        
(

        
t

        
)

        
⟩

      

    

    
{\displaystyle i\hbar {\frac {\partial }{\partial t}}|\psi (t)\rangle ={\mathcal {H}}|\psi (t)\rangle }

  

```

Проте в певних ситуаціях, таких як при виконанні певного типу вимірювань або квантової декогеренції , стан розвивається недетермінованим чином відповідно до постулату IV .

## В математиці
Якщо початковий стан було точно відомо, то теоретично можна прогнозувати майбутній стан такої системи. Однак на практиці знання про майбутній стан обмежуються точністю, з якою можна виміряти початковий стан, а хаотичні системи характеризуються сильною залежністю від початкових умов. Цю чутливість до початкових умов можна виміряти показниками Ляпунова.